# Місячна місія ОАЕ
Місячна місія Еміратів (араб. مشروع الإمارات لاستكشاف القمر) — є першою місією на Місяць Об'єднаних Арабських Еміратів.
Місія Космічного центру імені Мохаммеда бін Рашида (MBRSC) відправляє місяцехід під назвою Рашид на Місяць на борту посадкового апарата Ispace «Hakuto-R» Mission 1 Його запустили 11 грудня 2022 року на ракеті Falcon 9 Block 5, і місяцехід приземлиться в кратері Атлас.
Оскільки Об'єднані Арабські Емірати не планували будувати власний посадковий модуль, вони уклали контракт на висадку на Місяць з японською компанією Ispace. Місячна місія Emirates стане першою подорожжю до Місяця для «Hakuto-R» Mission 1, який Ispace розробляє більш як десять років. Компанія, заснована в 2010 році, керувала командою Hakuto, одним із п'яти фіналістів приватних перегонів Google Lunar X Prize з польоту на Місяць, які завершилася в 2018 році без переможця.

## Конструкція місяцехіду
Рашид, вагою 10 кг, оснащений двома камерами високої роздільної здатності, мікроскопічною камерою для зйомки дрібних деталей і тепловізійною камерою. Місяцехід також матиме зонд Ленгмюра, призначений для вивчення місячної плазми та спробує пояснити, чому місячний пил такий липкий. Місяцехід вивчатиме місячну поверхню, рухливість на поверхні Місяця та те, як різні поверхні взаємодіють із місячними частинками.

## Хід місії
Початковий графік місії мав відправити місяцехід до 2024 року. 14 квітня 2021 року MBRSC оголосив, що графік перенесли, щоб відправити місяцехід на Місяць до 2022 року, а не до 2024 року. Місяцехід назвали Рашид на честь покійного правителя Дубая шейха Рашида бін Саїда Аль Мактума, який був відповідальним за перетворення Дубая з невеликого скупчення поселень на узбережжі Перської затоки в сучасне портове місто та комерційний центр. Місяцехід побудували у MBRSC у Дубаї (ОАЕ), що зробило його першою арабською країною, яка відправить місію на Місяць.
Посадковий апарат «Hakuto-R» Mission 1 було запущено до Місяця 11 грудня 2022 року з 40-го стартового комплексу на базі американських Космічних сил на мисі Канаверал у Флориді (США) за допомогою ракети-носія Falcon 9. У березні 2023 року апарат був успішно виведений на навколомісячну орбіту.
25 квітня 2023 року, японський місячний модуль Ispace «Hakuto-R» Mission 1, на борту якого перебували місяцехід «Рашид» та двоколісний робот, розроблений Японським агентством аерокосмічних досліджень не вийшов на зв'язок після спроби посадки на поверхню Місяця о 19:40 (за Києвом), — про це було повідомлено під час трансляції, яку вела компанія-розробник модуля Ispace.